# Гильвик, Эжен
Эжен Гильвик (Гийевик, фр. Eugène Guillevic; 5 августа 1907, Карнак, Морбиан, Бретань — 19 марта 1997, Париж) — французский поэт, экономист. Подписывался обычно только фамилией.

## Биография
Родился в Бретани, в городке Карнак. Позднее, покинув берег Атлантики, поселившись на другом краю Франции, вблизи бельгийской границы, что было вызвано военной службой отца, мальчик не раз вспоминал оставленный край. Но новый, не имеющий ничего общего с океанским, пейзаж также стал для него привычен — пейзаж с соснами, с деревенскими дорогами… Ещё позднее семья Гильвика перебралась в Эльзас. Это тоже была граница со Швейцарией.
По воспоминаниям Гильвика, вплоть до 1926-го года, то есть до 19-и лет он почти не знал французского языка. В окружении его говорили сначала по-бретонски, потом по-валонски, а потом на очень специфичном немецком языке Швейцарии. По-настоящему освоил французский язык он после поступления на военную службу.
Печатался с 1939 года, дебютировал стихами в память погибших республиканцев Испании. Член Французской компартии (с 1942, отошёл от партийной деятельности в 1980 году). Участвовал в движении Сопротивления и подпольной печати времён войны. В 1945—1947 гг. работал в аппарате министров-коммунистов во Временном правительстве Франции.
В 1951 году выходят сборники «Жажда жизни», «Вкус мира». Переводил с русского и украинского (стихи Тараса Шевченко выходили в его переводе отдельным изданием).
Лауреат крупных литературных премий: Большой Золотой орёл (1973), премии Французской Академии (1976) и др. Президент Академии Малларме.

## Произведения
- «Из земли и воды» (1942)
- «Изломы» (1947),
- «Исполнительный лист» (1947)
- «Достигать» (1949)
- «Вкус мира» (1951)
- «Земля для счастья» (1952)
- «Карнак» (1961)
- «Сфера» (1963)
- «Вместе» (1966)
- «Зарубки» (1971)
- «Проток. Поэмы.» (1979)
- «Другие» (1980).
- «Прокладка трассы» (1987).

 Переводы 
- Френо. Гильвик. Из французской поэзии, [Предисловие С. Великовского], М., 1969.